# Occidryas fusisecunda
Occidryas fusisecunda är en fjärilsart som beskrevs av Comstock 1926. Occidryas fusisecunda ingår i släktet Occidryas och familjen praktfjärilar. Inga underarter finns listade i Catalogue of Life.